# (8790) Michaelamato
(8790) Michaelamato es un asteroide perteneciente al cinturón de asteroides descubierto por Eleanor Francis Helin y Schelte John Bus el 7 de noviembre de 1978 desde el observatorio del Monte Palomar, Estados Unidos.

## Designación y nombre
Michaelamato fue designado inicialmente como 1978 VN9.
Más tarde, se nombró en honor de Michael J. Amato (n. 1967) quien contribuyó a la misión Lucy de la NASA como propuesta inicial de misión y líder del Centro de vuelo espacial Goddard de la fase A. Ha dirigido con éxito los primeros trabajos en muchas otras misiones planetarias, incluidas OSIRIS-REx, MAVEN, Dragonfly y DAVINCI.

## Características orbitales
Michaelamato orbita a una distancia media del Sol de 2,659 ua, pudiendo acercarse hasta 2,426 ua y alejarse hasta 2,891 ua. Tiene una excentricidad de 0,087 y una inclinación orbital de 3,614 grados. Emplea en completar una órbita alrededor del Sol 1583,39 días.

## Características físicas
La magnitud absoluta de Michaelamato es 14,32.